# Jordan Nkololo
Michaël Jordan Nkololo, né le 9 novembre 1992 à Créteil en France, est un footballeur international congolais.

## Biographie

### Carrière en club

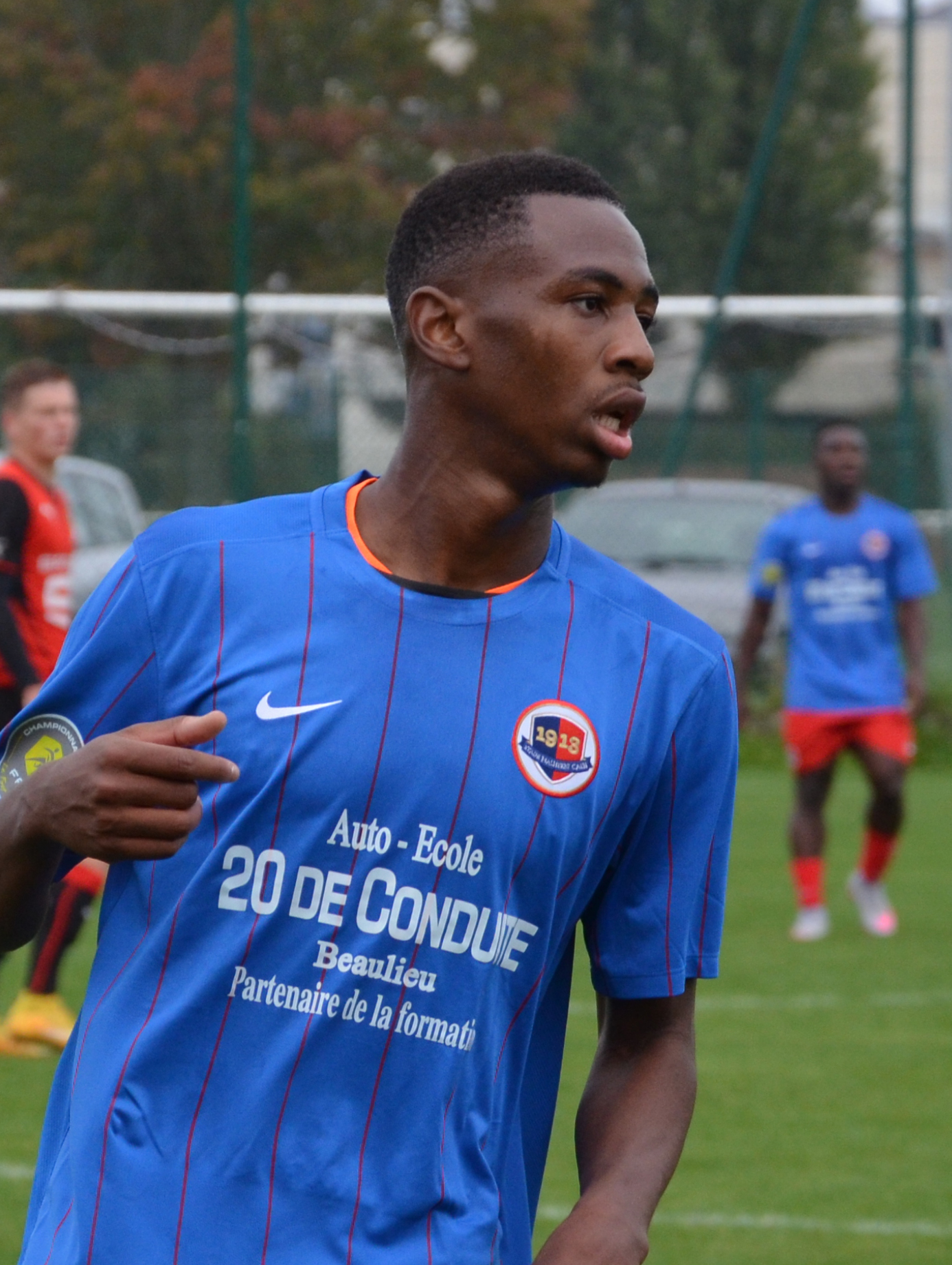
Nkololo avec la réserve du SM Caen en septembre 2015.

Jordan Nkololo est passé par le centre de formation du Stade rennais. En avril 2006 il remporte avec les jeunes rennais le Mondial U15 de la Saint-Pierre de Nantes, en battant l'Olympique de Marseille en finale. Jordan Nkololo n'est pas conservé par le Stade rennais. Revenu jouer en Île-de-France à l'AC Boulogne-Billancourt, La Berrichonne de Châteauroux le repère en 2011, alors qu'il a bientôt 19 ans. 
Il y fait ses débuts professionnels pendant la saison 2012-2013, en Ligue 2. L'année suivante, il signe au Clermont Foot où il évolue pendant deux saisons en Ligue 2. Il y dispute 50 matchs de championnat, pour deux buts,. En fin de contrat à l'été 2015, son transfert est annoncé en Ligue 1. Le 9 juin 2015, sa signature au SM Caen est officialisée, il y paraphe un contrat d'une durée de trois ans. En janvier 2017, se trouvant en manque de temps de jeu, il est prêté au Stade lavallois jusqu'à la fin de saison.
En fin de contrat en Normandie, il rejoint le FC Hermannstadt, promu en première division roumaine. 

### Carrière en sélection
Lors de l'été 2015, il est sélectionné en équipe de République démocratique du Congo pour plusieurs matchs amicaux.  Il est titularisé sa première sélection contre le Cameroun (1-1) et il entre en jeu face à Madagascar (2-1).

## Statistiques en championnat

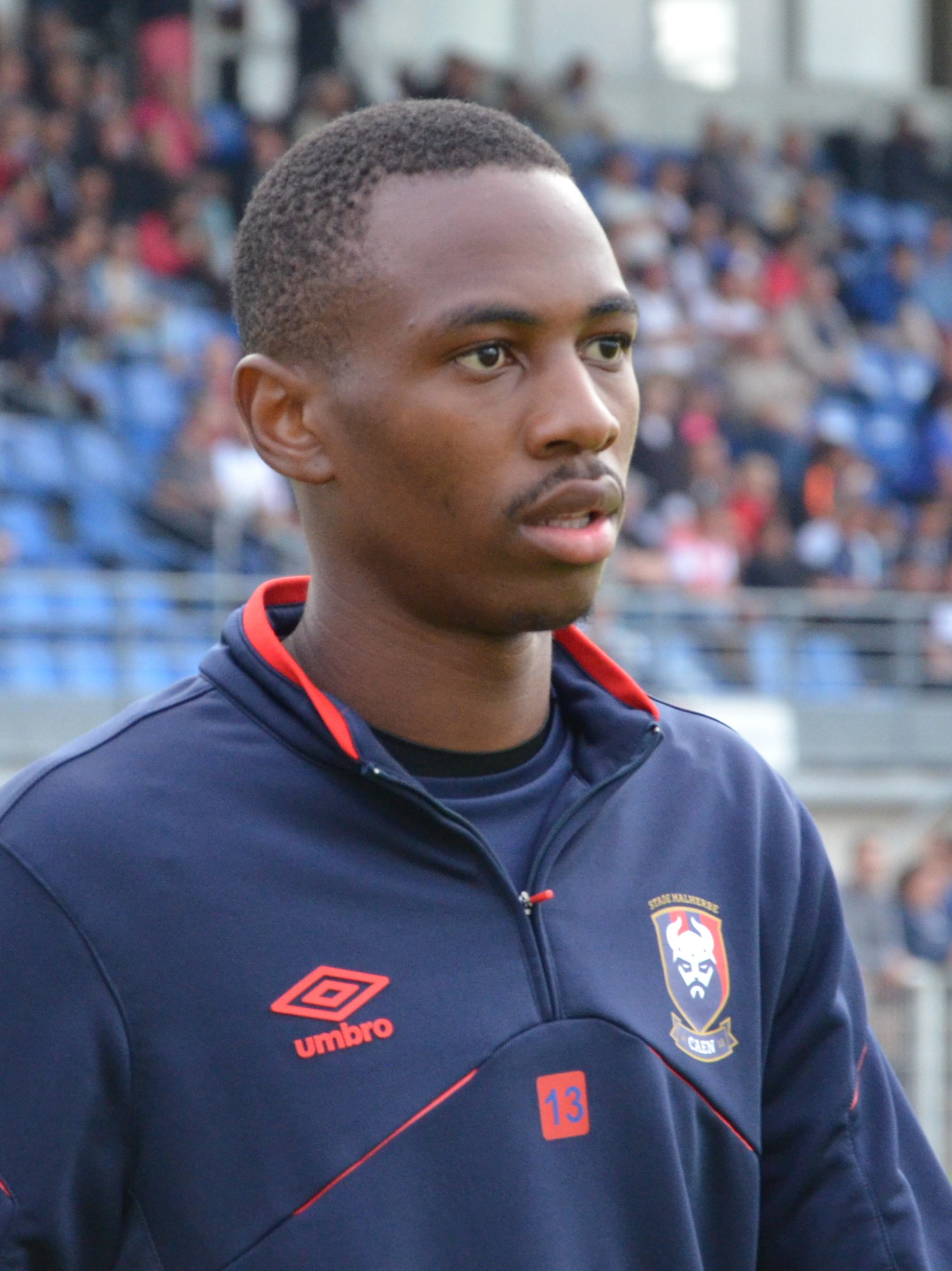
Nkololo en 2016.

| Saison                | Club                   | Championnat           | Championnat | Championnat | Coupe nationale | Coupe nationale | Coupe de la Ligue | Coupe de la Ligue | Total | Total |
| Saison                | Club                   | Division              | M.          | B.          | M.              | B.              | M.                | B.                | M.    | B.    |
| 2012-2013             | LB Châteauroux         | Ligue 2               | 3           | 0           | -               | -               | -                 | -                 | 3     | 0     |
| Sous-total            | Sous-total             | Sous-total            | 3           | 0           | -               | -               | -                 | -                 | 3     | 0     |
| 2013-2014             | Clermont Foot          | Ligue 2               | 32          | 1           | 1               | 0               | 1                 | 0                 | 34    | 1     |
| 2014-2015             | Clermont Foot          | Ligue 2               | 18          | 1           | 1               | 0               | 3                 | 0                 | 22    | 1     |
| Sous-total            | Sous-total             | Sous-total            | 50          | 2           | 2               | 0               | 4                 | 0                 | 56    | 2     |
| 2015-2016             | SM Caen                | Ligue 1               | 16          | 0           | 1               | 0               | 1                 | 0                 | 18    | 0     |
| 2016-2017             | SM Caen                | Ligue 1               | -           | -           | -               | -               | 1                 | 0                 | 1     | 0     |
| Sous-total            | Sous-total             | Sous-total            | 16          | 0           | 1               | 0               | 2                 | 0                 | 19    | 0     |
| 2016-2017             | Stade lavallois (prêt) | Ligue 2               | 12          | 1           | 0               | 0               | 1                 | 0                 | 13    | 1     |
| Sous-total            | Sous-total             | Sous-total            | 12          | 1           | 0               | 0               | 1                 | 0                 | 13    | 1     |
| 2017-2018             | SM Caen                | Ligue 1               | 1           | -           | -               | -               | 0                 | 0                 | 1     | 0     |
| Total sur la carrière | Total sur la carrière  | Total sur la carrière | 82          | 3           | 3               | 0               | 7                 | 0                 | 92    | 3     |

| Année | Sélection | Matchs | Buts |
| ----- | --------- | ------ | ---- |
| 2015  | RD Congo  | 4      | 2    |
| 2017  | RD Congo  | 1      | 0    |
| 2020  | RD Congo  | 1      | 0    |

## Palmarès
- 2020 : champion de Lettonie avec le Riga FC.